# 森照明
森 照明（もり てるあき、1942年 - ）は脳神経外科専門医・公認スポーツドクター・認定コミュニケーション・トレーナー。
一般財団法人ダイバーシティークラスター機構理事長を務める。大分大学医学部臨床教授。

## 略歴
愛媛県生まれ。
富山大学薬学部卒業。
東北大学医学部卒業。
国立病院機構 西別府病院 名誉院長。
旧(財)湯布院厚生年金病院 院長。
日本脳神経外科学会評議員・専門医。
社会医療法人敬和会相談役。
大分県医師会医事紛争処理委員。
日本臨床スポーツ医学会 名誉会員。
日本医療マネジメント学会 評議員。
医療ロボットダイバーシティー学会 会長。
大分県医療コンフリクトダイバーシティー学会 会長。
大分県医師会医事紛争処理委員 会委員。
大分地方裁判所 医事專門委員。
NPO法人豊の国より良き医療と健康づくり支援センター副理事長。
日本医療メディエーター協会九州支部理事認定メディエーター。
一般社団法人 九州先端リハビリテーション・ケアクラスター推進機構 理事長。
公益社団法人 大分県老人保健施設協会 理事。
大分県排尿リハケア研究会 副会長。
一般社団法人 大分県スポーツ学会 顧問。
日本体育協会認定 スポーツドクター。
元日本卓球協会ナショナルチームドクター。

## 栄典
- 2021年 - 瑞宝中綬章[1]